# Party (canción de The Blue Hearts)
«Party» (パーティー Paatii?) es el decimosexto sencillo de la banda japonesa The Blue Hearts y alcanzó el puesto #80 en la lista Oricon en 1993. Era parte de su séptimo álbum de la banda, Dug Out, y fue el peor sencillo de venta que fue lanzado por un sello mayor de la banda. La música y la letra fue escrita por Hiroto Komoto.

## Detalles
Además de las versiones originales de "Party" y el B-side "Chance" (チャンス Chansu), las versiones de karaoke de las dos canciones también fueron incluidas en el CD. "Chance" fue escrita por Masatoshi Mashima.